# Хьюи Фримен
Хьюи Фримен (англ. Huey Freeman) — главный персонаж и рассказчик комикса «The Boondocks» и созданного по мотивам этого комикса мультсериала «Гетто», придуманный Аароном Макгрудером.
Выросший в неблагополучном районе Чикаго десятилетний вундеркинд Хьюи является левым радикалом по убеждениям и нонконформистом по способу мышления. Не по годам рассудительный, начитанный, политически подкованный и саркастичный, он остро реагирует на последние события в американском обществе. Хьюи получил своё имя в честь одного из основателей движения «Чёрных пантер» Хьюи Ньютона.
Хьюи живёт со своим младшим братом Райли и дедушкой Робертом. Семья Фрименов, недавно переехавшая из района Саут-Сайд Чикаго в тихий и спокойный вымышленный пригород Вудкрест в том же штате Иллинойс, пытается привыкнуть к резким изменениям в окружающей обстановке. История их приезда показана в первом эпизоде мультсериала — «The Garden Party».
Хьюи озвучивает актриса Реджина Кинг.

## Характер
Для своих 10 лет Хьюи — скептик и интеллектуал. Он терпеть не может нелепость общества, в котором он живёт. Его в некоторой степени циничное отношение к существующим порядкам затрагивает такие сферы, как политика, религия, СМИ, фирмы и корпорации, а также афроамериканская культура.
Будучи дотошным и в манере, и в речи, Хьюи демонстрирует взгляды, казалось бы, противоречащие его возрасту. Наделённый красноречием, он способен, при необходимости, привлечь внимание толпы.
Библиотека Хьюи состоит из большой коллекции книг. Кроме того, он постоянно читает газеты, смотрит по телевизору новости и делает заметки, чтобы не отставать от текущих событий. Хьюи, судя по всему, любит «Звёздные войны», на что указывают некоторые эпизоды; в эпизоде «The Story of Gangstalicious Part 2» он заявляет, что ему нравится Элтон Джон. Однажды он написал пьесу («Приключения Чёрного Иисуса» в эпизоде «A Huey Freeman Christmas»). Он также писал письма общественным деятелям с просьбой поддерживать определённые политические идеи.
Периодически Хьюи демонстрирует владения различными боевыми искусствами, и в этом его мастерство далеко превосходит способности десятилетнего. В некоторых эпизодах показано его мастерское владение холодным и огнестрельным (страйкбольным) оружием. Тем не менее, в последнем он несколько уступает Райли.
В эпизоде первого сезона «The Real» у Хьюи возникают галлюцинации, в которых он представляет правительственного шпиона.

## Политика
Хьюи Фримен — сторонник демосоциализма, которому не составляет труда процитировать Маркса или прочесть лекцию о марксизме и анархо-синдикализме. Будучи решительным врагом американского истеблишмента, он отвергает и интегрировавшихся в него афроамериканских деятелей политики и поп-культуры. В эпизоде «The Real» Хьюи называет себя основателем 23 леворадикальных организаций, многие из которых носят «говорящие» названия — например, «Африканская фронда расистскому обществу» или «АФРО» («Africans Fighting Racism and Oppression», A.F.R.O.) и «Чёрная Организация» или «ЧО» («Black Revolutionary Organization» or B.R.O.).
Хьюи восхищается несколькими историческими деятелями, отличившимися в борьбе за социальную справедливость. В эпизоде «The Return of the King» он — единственный человек, который продолжает уважать пробудившегося из 32-летней комы Мартина Лютера Кинга, которого все остальные неверно считают террористом. В эпизоде «The Story of Gangstalicious Part 2» Хьюи заявляет, что Мухаммед Али — его герой. У него также много изображений Че Гевары, Малкольма X, Мартина Лютера Кинга и Уго Чавеса. Помимо Карла Маркса, он цитировал двух американских поэтов — ливанца Халиля Джебрана и темнокожего Лэнгстона Хьюза.

## Религия
Хьюи не является религиозным, как следует из его собственных заявлений в комиксе. Он уважает Иисуса как светскую историческую фигуру и социального революционера, но к религии относится скептически. Так, Рождество он относит к языческим праздникам, считая, что сам Иисус не одобряет людей, отмечающих его. В эпизоде, в котором он утверждает, что Иисус был  чёрным, Хьюи также подчёркивает, что «правительство лжёт о 9/11», а «Рональд Рейган был сатаной» (в вышедших после 11 сентября 2001 года комиксах присутствовал эпизод, в котором Хьюи звонит в ФБР и, заявив, что может перечислить американцев, оказывавших помощь бен Ладену, начинает с фамилии Рейгана).
В последнем эпизоде первого сезона «The Passion of Reverend Ruckus» Хьюи, отчаявшись спасти несправедливо осуждённого человека от смертной казни, упал на колени и стал молиться, сказав перед этим:
«Я никогда в своей жизни не молился… Я даже не знаю, кому я сейчас молюсь… Возможно, я слишком молод, чтобы понимать, каким должен быть мир… Но мир не должен быть таким. Мир не может быть таким».
Хьюи впервые заплакал в этом эпизоде. Когда же казнь не состоялась, а смертный приговор осуждённому был отменен, Хьюи сказал:
«Возможно, у Вселенной есть силы, которые мы не понимаем. Но я всё же верю, что мы сами творим чудеса».

## Настроение
Улыбка на лице пессимиста, скептика и сторонника теорий заговора Хьюи практически не появляется — в мультсериале он улыбается только четырежды. Кажется, что у него почти всегда плохое настроение, но временами у него скорее недоумевающее лицо. Хьюи всегда вежлив с остальными (кроме тех, кого считает контрреволюционерами).

## Награды
В 2006 году Хьюи Фримен был награждён премией «Glyph Comics Awards» как лучший персонаж комиксов мужского пола 2006 года.